# مکس نویفد
مکس نویفد (آلمانی: Max Neufeld; ۱۳ فوریهٔ ۱۸۸۷ – ۲ دسامبر ۱۹۶۷) کارگردان فیلم، هنرپیشه، فیلم‌نامه‌نویس اهل اتریش بود. وی بین سال‌های ۱۹۱۳ تا ۱۹۵۷ میلادی فعالیت می‌کرد.
وی کارگردان فیلم‌هایی همچون میخانه سرخ و ترانه آفتاب بوده است.